# Todd McLellan
Todd Andrew McLellan, född 3 oktober 1967, är en kanadensisk ishockeytränare och före detta professionell ishockeyforward som är tränare för Detroit Red Wings i National Hockey League (NHL).

## Spelare
Han som ishockeyspelare tillbringade en säsong i NHL, där han spelade för New York Islanders. McLellan producerade två poäng (ett mål och en assist) samt drog på sig inga utvisningsminuter på fem grundspelsmatcher. Han spelade också för Springfield Indians i American Hockey League (AHL) och Saskatoon Blades i Western Hockey League (WHL).
McLellan draftades av New York Islanders i femte rundan i 1986 års draft som 104:e spelaren totalt.

### Statistik
| 1982–1983  | Saskatoon Blazers    | SMAAAHL    | 25  | 6  | 9  | 15  | 6   | —  | —  | — | —  | —  |
| 1983–1984  | Saskatoon Blades     | WHL        | 50  | 8  | 14 | 22  | 15  | —  | —  | — | —  | —  |
| 1984–1985  | Saskatoon Blades     | WHL        | 41  | 15 | 35 | 50  | 33  | 3  | 1  | 0 | 1  | 0  |
| 1985–1986  | Saskatoon Blades     | WHL        | 27  | 9  | 10 | 19  | 13  | 13 | 9  | 3 | 12 | 8  |
| 1986–1987  | Saskatoon Blades     | WHL        | 60  | 34 | 39 | 73  | 66  | 6  | 1  | 1 | 2  | 2  |
| 1987–1988  | New York Islanders   | NHL        | 5   | 1  | 1  | 2   | 0   | —  | —  | — | —  | —  |
|            | Springfield Indians  | AHL        | 70  | 18 | 26 | 44  | 32  | —  | —  | — | —  | —  |
| 1988–1989  | Springfield Indians  | AHL        | 37  | 7  | 19 | 26  | 17  | —  | —  | — | —  | —  |
| 1989–1990  | Saskatchewan Huskies |            | 36  | 19 | 17 | 36  | 30  | —  | —  | — | —  | —  |
| NHL totalt | NHL totalt           | NHL totalt | 5   | 1  | 1  | 2   | 0   | —  | —  | — | —  | —  |
| AHL totalt | AHL totalt           | AHL totalt | 107 | 25 | 45 | 70  | 49  | —  | —  | — | —  | —  |
| WHL totalt | WHL totalt           | WHL totalt | 178 | 66 | 98 | 164 | 127 | 22 | 11 | 4 | 15 | 10 |

## Tränare
McLellan började sin tränarkarriär med att träna juniorishockeylaget North Battleford North Stars i Saskatchewan Junior Hockey League (SJHL). Det blev dock bara ett år på den positionen innan han blev general manager och tränare för Swift Current Broncos i WHL. McLellan blev utsedd till att vara assisterande tränare för Kanadas herrjuniorlandslag vid 2000 års juniorvärldsmästerskap, där en bronsmedalj bärgades. Senare under år 2000 lämnade han Broncos för Cleveland Lumberjacks i International Hockey League (IHL). Året därpå bytte han till Houston Aeros i AHL. År 2005 fick han chansen i NHL, när han blev assisterande tränare i Detroit Red Wings. Han och Red Wings blev Stanley Cup-mästare, när de gick hela vägen för säsongen 2007–2008. Efter bärgad Stanley Cup, fick han chansen som tränare för San Jose Sharks, han var där fram till 2015. Han ledde även det kanadensiska herrlandslaget vid  2015 års världsmästerskap och där det slutade med guldmedalj för kanadensarna. Senare under året tog han över som tränare för Edmonton Oilers och var där fram tills den 10 november 2018, när han fick sparken. Han var även tränare för Lag Nordamerika vid World Cup i ishockey 2016, de lyckades dock inte nå slutspel. År 2019 blev han utsedd till ny tränare för Los Angeles Kings.

### Statistik
Källa: 
| Lag               | Säsong    | Grundserie | Grundserie | Grundserie | Grundserie         | Grundserie | Grundserie    | Slutspel                   |           |
| Lag               | Säsong    | Matcher    | Vinster    | Förluster  | Övertids förluster | Poäng      | Placering     | Resultat                   |           |
| ----------------- | --------- | ---------- | ---------- | ---------- | ------------------ | ---------- | ------------- | -------------------------- | --------- |
| San Jose Sharks   | 2008–2009 | 82         | 53         | 18         | 11                 | 117        | 1:a i Pacific | Förlorade i första rundan. |           |
| San Jose Sharks   | 2009–2010 | 82         | 51         | 20         | 11                 | 113        | 1:a i Pacific | Förlorade i tredje rundan. |           |
| San Jose Sharks   | 2010–2011 | 82         | 48         | 25         | 9                  | 105        | 1:a i Pacific | Förlorade i tredje rundan. |           |
| San Jose Sharks   | 2011–2012 | 82         | 43         | 29         | 10                 | 96         | 2:a i Pacific | Förlorade i första rundan. |           |
| San Jose Sharks   | 2012–2013 | 48         | 25         | 16         | 7                  | 57         | 3:e i Pacific | Förlorade i andra rundan.  |           |
| San Jose Sharks   | 2013–2014 | 82         | 51         | 22         | 9                  | 111        | 2:a i Pacific | Förlorade i första rundan. |           |
| San Jose Sharks   | 2014–2015 | 82         | 40         | 33         | 9                  | 89         | 5:e i Pacific | Missade slutspel.          |           |
| Edmonton Oilers   | 2015–2016 | 82         | 31         | 43         | 8                  | 70         | 7:e i Pacific | Missade slutspel.          |           |
| Edmonton Oilers   | 2016–2017 | 82         | 47         | 26         | 9                  | 103        | 2:a i Pacific | Förlorade i andra rundan.  |           |
| Edmonton Oilers   | 2017–2018 | 82         | 36         | 40         | 6                  | 78         | 6:e i Pacific | Missade slutspel.          |           |
| Edmonton Oilers   | 2018–2019 | 20         | 9          | 10         | 1                  | 19         | (sparkad)     | (sparkad)                  |           |
| Los Angeles Kings | 2019–2020 | 70         | 29         | 35         | 6                  | 64         | 7:e i Pacific | Missade slutspel.          |           |
| Los Angeles Kings | 2020–2021 | 56         | 21         | 28         | 7                  | 49         | 6:e i West    | Missade slutspel.          |           |
| Los Angeles Kings | 2021–2022 | 82         | 44         | 27         | 11                 | 99         | 3:e i Pacific | Förlorade i första rundan. |           |
| Los Angeles Kings | 2022–2023 | 82         | 47         | 25         | 10                 | 104        | 3:e i Pacific | Förlorade i första rundan. |           |
| Los Angeles Kings | 2023–2024 | 48         | 23         | 15         | 10                 | 56         | 3:e i Pacific | (sparkad)                  | (sparkad) |
| Totalt            | Totalt    | 1144       | 598        | 412        | 134                | 1330       |               |                            |           |